# 达维士笃站
達維士篤地鐵站（英語：Tavistock MRT station，代號CR10）是一個未來的新加坡地鐵跨島線的地下車站，位於實龍崗規劃區的地下。
達維士篤地鐵站位於宏茂橋3道、達維士篤路的交匯處，

## 歷史
達維士篤地鐵站在2019年1月25日正式作為跨島線第一期對外公佈。工程將在2020年開工，並在2030年完工。